# Iron Maiden
Iron Maiden és un grup de heavy metal i metal progressiu d'Anglaterra (Regne Unit) format el 1975 pel baixista Steve Harris. Les seves principals influències són Thin Lizzy, UFO i Deep Purple entre d'altres. La mascota, Eddie, és protagonista de la imatgeria del grup, de temàtica de terror, i també dels muntatges escènics. Eddie fou creat pel dibuixant Derek Riggs i ha tingut diverses encarnacions a càrrec d'altres artistes com Melvyn Grant. Iron Maiden és un dels grups de heavy metal més influents amb gairebé cent milions de còpies venudes arreu del món. Va ser un grup clau de la New Wave of British Heavy Metal (NWOBHM).
La formació inicial de la banda, amb Paul Di'Anno (veu), Dave Murray (guitarra), Dennis Stratton (guitarra), Steve Harris (baix) i Clive Burr (bateria) va enregistrar el primer disc i, amb la substitució de Stratton per Adrian Smith van enregistrar el segon disc, Killers. L'any 1982 incorporen Bruce Dickinson com a cantant i l'any següent Nicko McBrain com a bateria. Aquesta formació enregistrarà el gruix de la discografia del grup. Adrian Smith abandona la banda el 1990 i va ser substituït per Janick Gers, i aquesta formació enregistra dos discs (No Prayer for the Dying i Fear of the Dark) fins que l'any 1993 Bruce Dickinson també abandona el grup. Amb el nou cantant Blaze Bayley van editar dos discs més, The X Factor i Virtual XI. L'any 1999 Bayley se'n va i la banda reincorpora Bruce Dickinson i Adrian Smith, alhora que conserva Janick Gers. Aquest sextet és la formació des de 2022 d'Iron Maiden.

## Història

### Inicis

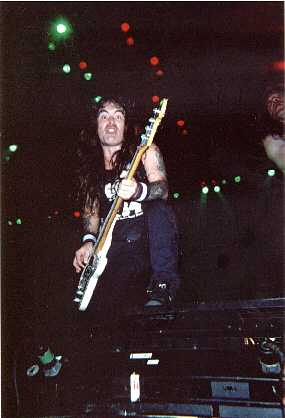
Steve Harris, fundador del grup.

Iron Maiden comença l'any de 1974, quan Steve Harris amb disset anys, inspirat per Wishbone Ash, Black Sabbath, Free, Yes, FM, Jethro Tull i Genesis, adquireix una còpia del Precision Bass per unes £40. Steve volia ser jugador de futbol del West Ham; tanmateix, hi havia jugadors de gran qualitat i només uns quants van arribar a ser professionals. Malgrat això, va continuar entrenant. Després d'esperar-hi seriosament, va perdre totes les esperances de ser algun dia un jugador professional, de manera que va començar a dedicar-se a la seva altra gran passió, la música. Va formar el grup Influence, del qual posteriorment va canviar el nom en Gypsy's Kiss.

### El naixement de la donzella
Després d'uns quants concerts amb Gypsy's Kiss davant d'escàs públic, va abandonar el grup i es va unir a Smiler. Els altres membres de la banda eren molt més grans que ell i va acumular una valuosa experiència, però amb això no en tenia prou. Finalment, es va adonar que l'única manera de fer el que volia era crear la seva pròpia banda i així el 1975, va néixer Iron Maiden. A Steve se li va ocórrer el nom en veure un objecte de tortura en una pel·lícula de 1939 The Man in the Iron Mask (L'home de la màscara de ferro). Era un taüt de metall amb multitud de punxes en el seu interior on es posaven les víctimes i les tancaven fins a morir.
El 1976, Harris va començar a buscar músics per al grup i els va trobar a l'East End, el seu barri de Londres. Al primer grup hi havia el baix, Terry Rance i Dave Sullivan a les guitarres, el bateria Rom Matthews i el cantant Paul Day, que poc després seria substituït pel cantant de Smiler Dennis Wilcock, qui va recomanar un talentós guitarrista anomenat Dave Murray (del grup Urchin i admirador com en Harris, de Free, Deep Purple i sobretot de Jimi Hendrix). Això va fer que els guitarristes Rance i Sullivan s'ho prenguessin com un insult, així va arribar Bob Sawyer, qui va utilitzar el nom Bob D'Angelo. Es va reclutar com el segon guitarrista i amb Ron Rebela a la bateria es va arribar a la primera formació d'Iron Maiden.
Poc després, Steve va reclutar un altre exSmiler, Doug Sampson a la bateria, mentre començaven a buscar un nou cantant. Un company de Steve va recomanar Paul Di'Anno, un cantant amb tendències punk que provenia del grup Bird of Prey. Aquells van ser temps molt durs per Harris i companyia. Eren els anys del punk, que explotava pels carrers de Londres. Grups com els Sex Pistols arrasaven amb tot el que tocaven i el negoci discogràfic estava totalment dominat per l'estètica i la música punk.

#### Primers llançaments
El mànager Rod Smallwood va encertar a convidar Brian Shepherd, president del segell EMI, a un concert del grup al Marquee Club, i una setmana més tard, Iron Maiden firmava contracte amb la discogràfica, competint amb un altre grup representatiu del New Wave of British Heavy Metal, Def Leppard. El 8 de febrer de 1980, Paul Di'Anno a la veu, Steve Harris al baix i cors, Dave Murray a la guitarra, Clive Burr (provinent del grup Samson) a la bateria i Dennis Stratton a la guitarra van celebrar l'edició del primer simple oficial i, als pocs dies, Running Free escalava ràpidament les llistes britàniques fins a posicionar-se al lloc quaranta-quatre.

#### Iron Maiden

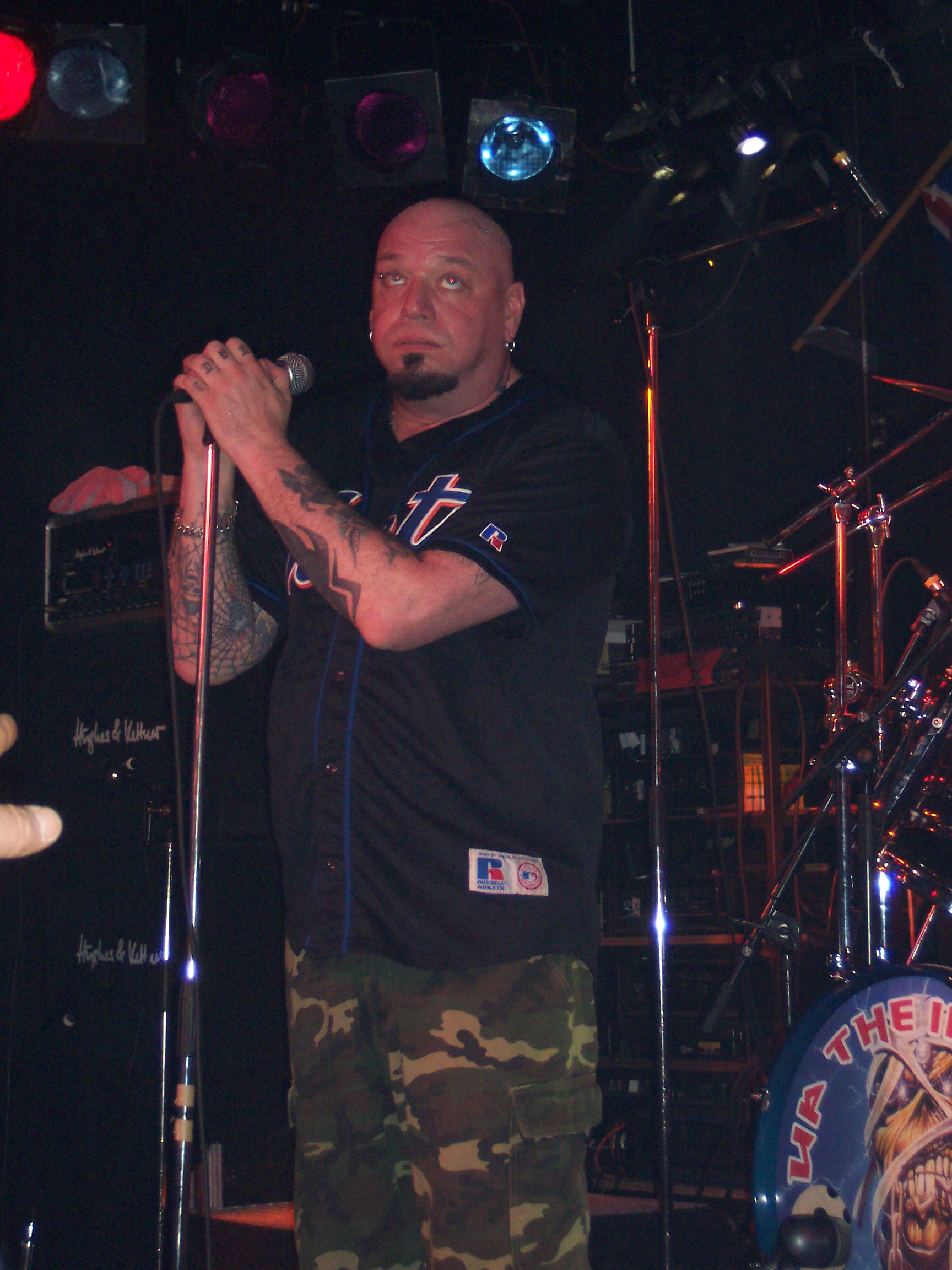
Paul Di'Anno.

Van llançar el seu primer àlbum, Iron Maiden, (el 14 d'abril de 1980). Per a molts fans és un disc genial, ple de clàssics com Prowler, Sanctuary, i Phantom of the Opera. Tanmateix el grup no va quedar bé, ja que van considerar que el productor Will Malone no va treballar prou en el so. El disc té un so cru que va concorde amb la rudesa de la veu d'en Paul. Després del primer àlbum, el guitarrista Dennis Stratton, que ingressés en la setena alineació del grup, va ser expulsat del grup a causa de diferències musicals. En la seva substitució va entrar Adrian Smith, amic personal de Dave Murray, i que anteriorment havia rebutjat unir-se, ja que el seu grup Urchin estava tenint èxit. Adrian va fer grans aportacions al grup en els anys posteriors. Aquesta va ser la primera gira europea d'Iron Maiden com a teloners de KISS.

#### Killers

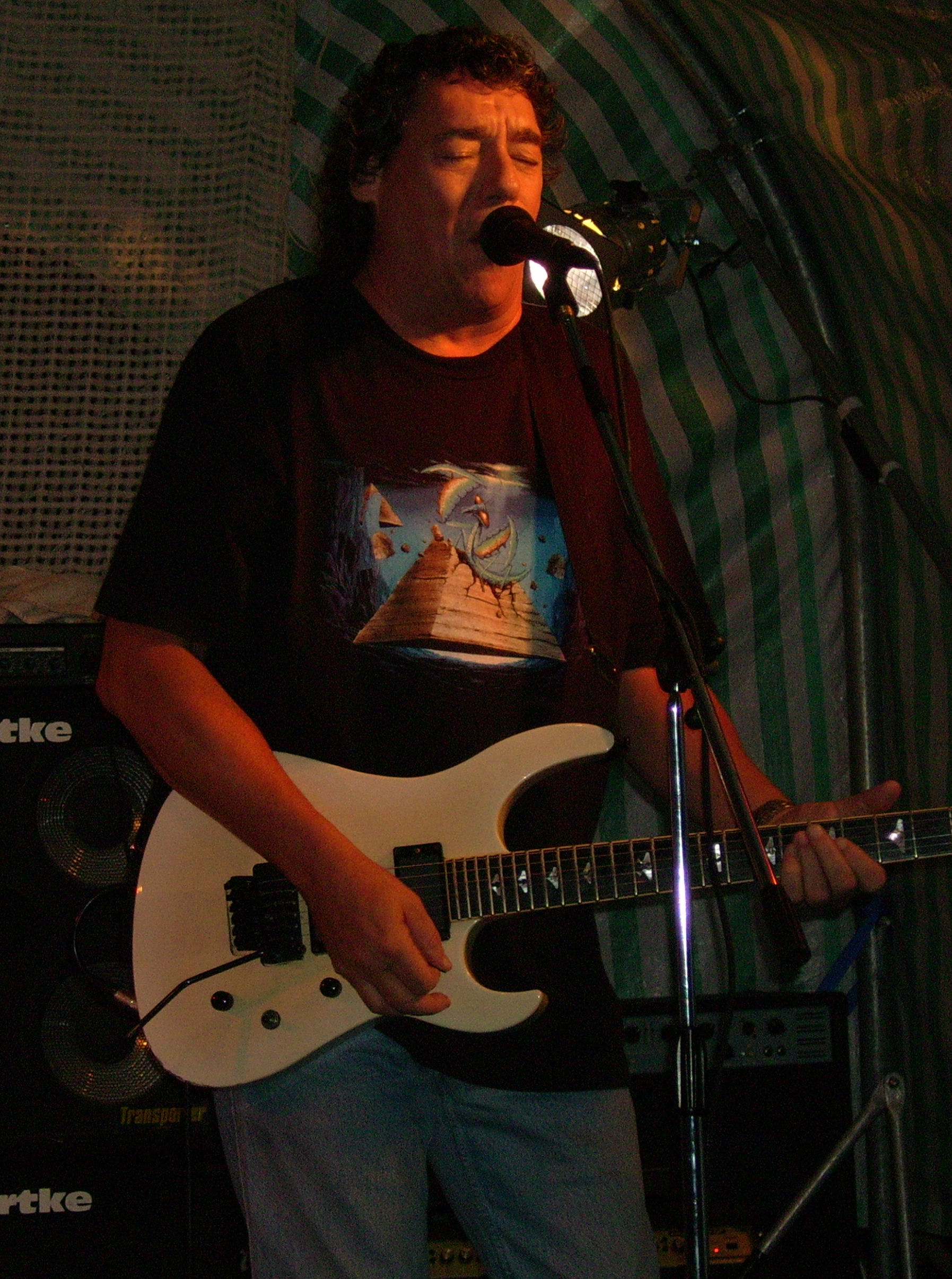
Dennis Stratton, ex-guitarrista d'Iron Maiden.

Després va venir l'àlbum «Killers» el 2 de febrer de 1981. El productor va ser Martin Birch, que havia treballat amb la producció de discs clàssics com Machine Head de Deep Purple i Heaven and Hell de Black Sabbath. En escoltar el material del grup, Birch li va preguntar a Steve Harris perquè no l'havien demanat per al primer disc. La resposta va ser «pensàvem que un grup nou no t'anava a interessar». Comparat amb el primer disc, Killers és molt més aconseguit quant al so, però menys elaborat en la part musical, més rocker que progressiu, per dir-ho d'alguna manera. La veu d'en Paul, plena de passió i d'agressivitat, queda molt ben plasmada en temes com Wrathchild o Killers. Paul Di'Anno no tenia una gran capacitat vocal ni registres molt alts, no era el típic vocalista de heavy metal que cridava fins i tot arribar a les notes més altes possibles, al seu estil rebel, groller en públic i la seva manera de cantar despreocupada i agressiva produïa un contrast distintiu amb l'elaborada música composta per Harris.
Després va venir la seva primera gira pel Japó, i al costat d'aquesta, el maxi-senzill gravat en aquest país, Maiden Japan, el 23 de maig de 1981 que li va valer al grup la conquesta del primer Disc d'Or. Aquest ascens vertiginós a llocs i rànquings no va frenar els canvis que es produirien al grup. Paul Di'Anno és expulsat a causa de l'estil de vida que portava: excessos alcohol, drogues, etcètera, que el tenien física i psicològicament destruït. Paul havia estat detingut de vegades pels seus abusos i havia fallat al grup en moments clau. Bruce Dickinson, (un altre exSamson), va arribar per ocupar el lloc de vocalista.

### Popularitat (1982 - 1985)

#### The Number of the Beast

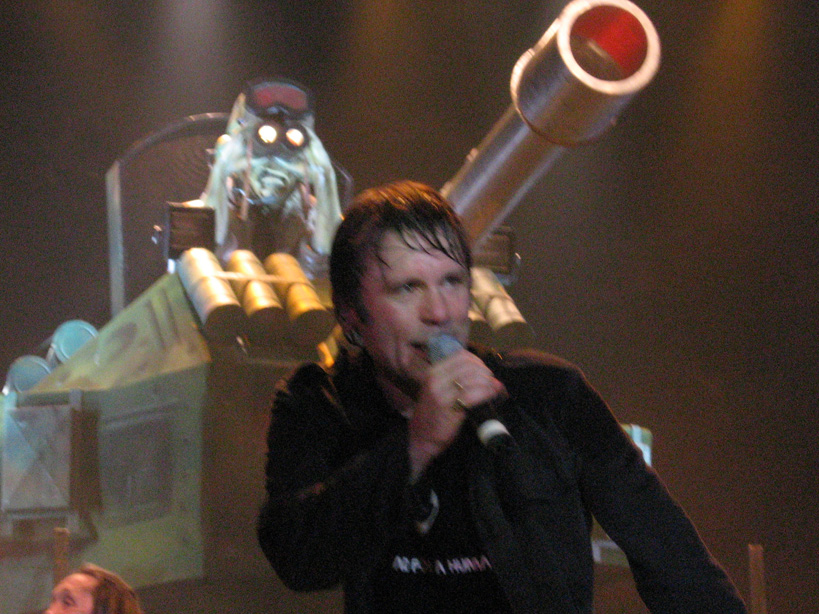
Bruce Dickinson, actual cantant d'Iron Maiden.

La definitiva consagració d'Iron Maiden va arribar amb el seu tercer àlbum, The Number of the Beast (29 de març de 1982). La gira promocional del disc va ser anomenada The Beast on the Road i va començar a Anglaterra per culminar deu mesos més tard al Japó en la seva segona visita. Amb el single Run to the Hills, Iron Maiden va arribar fins al número 7 en el Top Ten britànic. Als Estats Units tenien tants admiradors com detractors, i es van manifestar davant les portes d'un concert i van acusar-los d'apologia del satanisme. La polèmica només va augmentar la popularitat d'Iron Maiden el 1982. Bruce Dickinson estava més que assentat a la formació, i el canvi de vocalista es justificava amb escreix. Tenien el líder adequat per assentar les seves bases durant molts anys.

#### Piece of MindiPowerslave
Abans de l'edició de Piece of Mind, Clive Burr va abandonar el grup per problemes personals, i va ser reemplaçat per l'exbaterista de Trust? Nicko McBrain, la intervenció del qual en el futur quart àlbum del grup va deixar constància de les seves qualitats com a instrumentista, alhora que va afegir una nova dimensió al so. El 16 de maig de 1983 es publica l'àlbum Piece of Mind, (literalment Tros de ment, es pronuncia igual que Peace of Mind - pau mental). Amb aquest àlbum van obtenir discs d'or i de platí a diversos països.
El 3 de setembre de 1984 va ser llançat al mercat l'àlbum Powerslave, en la mateixa línia musical que l'anterior, amb els singles: «Aces High» i «2 Minutes to Midnight», aquest últim basat en el Rellotge de l'Apocalipsi de la Universitat de Chicago que dona compte simbòlicament del temps restant per a la guerra nuclear i destrucció de la civilització, del que el «rècord» de proximitat va ser dos minuts per la mitjanit, el 1953.
Aquest disc, juntament amb Piece of Mind són dels àlbums de to més alt, considerant la veu de Bruce Dickinson, també determina un autèntic clàssic del heavy metal, va servir de marc per posar en marxa un altre projecte: «The World Slavery Tour 84-85». La gira va incloure 23 països i va constar de 191 concerts en 331 dies. D'aquesta forma, Dickinson, Harris, McBrain, Smith i Murray van acceptar el desafiament. El 5 de juliol de 1985 «The World Slavery Tour» va concloure als Estats Units. Amb el llançament de Powerslave (1984), Amèrica del Sud els va rebre amb notable èxit durant el festival «Rock in Rio» que es va realitzar al Brasil el 1985.

#### Live After Death
Durant el transcurs de la gira «World Slavery Tour 84-85» va ser registrat el llegendari Live After Death àlbum doble en directe, el 14 d'octubre de 1985. La portada del disc va incloure una citació de H. P. Lovecraft, escriptor nord-americà d'horror metafísic, molt admirat i citat per alguns músics del gènere. L'àlbum comença amb el discurs que el primer ministre Sir Winston Churchill va pronunciar com a encoratjament al poble britànic davant de la imminència del bombardeig de Londres per l'exèrcit nazi durant la Segona Guerra Mundial; una introducció per al tema Aces High. Així mateix, Bruce Dickinson va utilitzar una citació de l'English Hymnal (Himnari anglès) de G. K. Chesterton com a obertura del tema Revelations.

### Experimentació (1986 - 1988)

#### Somewhere In Time

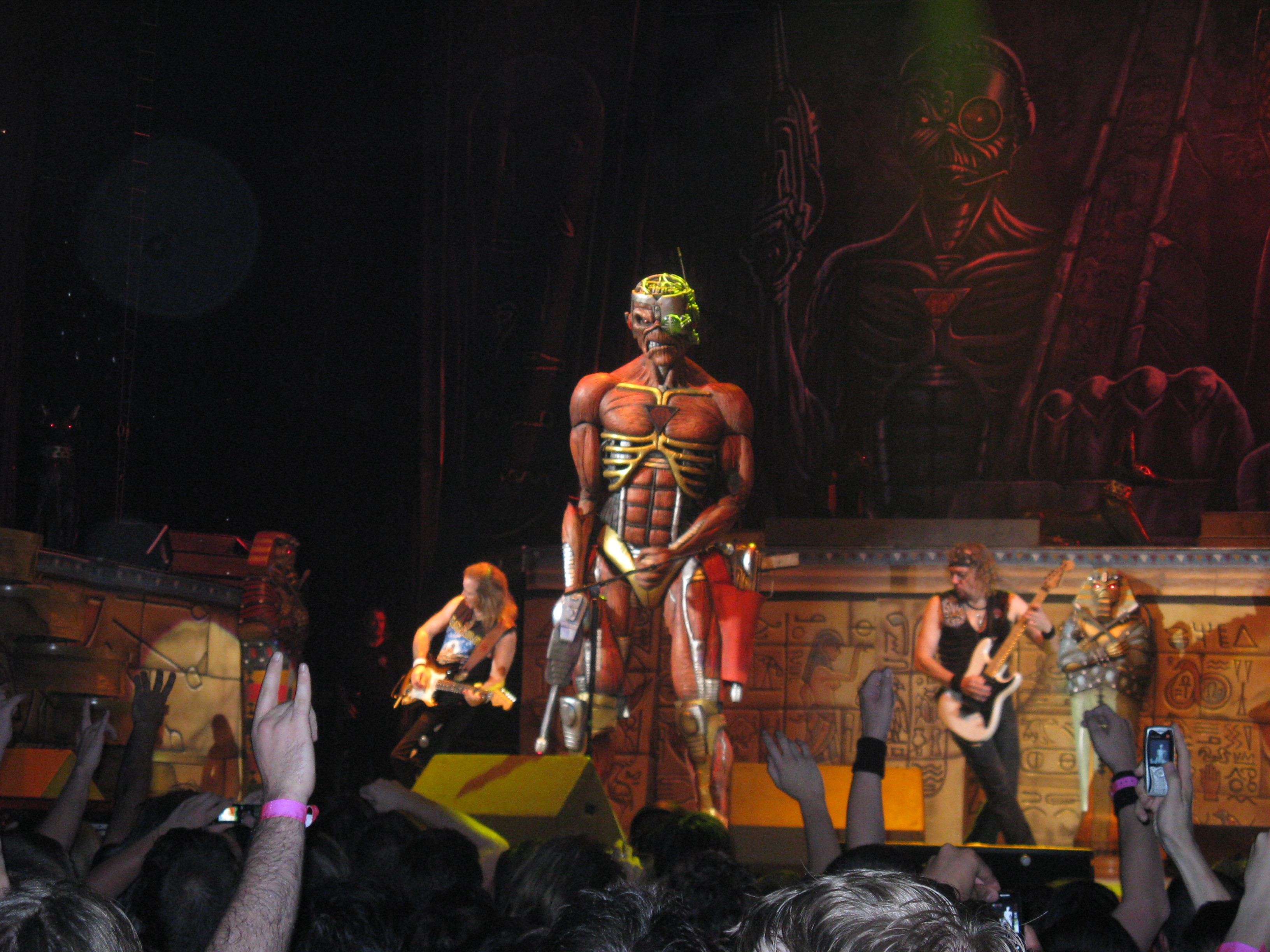
Escenari on apareix l'Eddie Cyborg.

El 29 de juny de 1986 va ser publicat el nou disc d'estudi del grup, Somewhere In Time. Amb un nou so, estil robòtic i futurista, es va implementar el gran estigma dels sintetitzadors, donant així una nova era per al grup. Amb aquest es va posar de manifest que en l'interior d'Iron Maiden s'estaven produint alguns canvis: Dickinson va reduir el seu aportament creatiu, Adrian Smith va passar a escriure algunes lletres i Harris va semblar abstreure's encara més en l'elaboració acurada de la nova proposta Maideniana. L'aportament de Dickinson a Iron Maiden havia anat incrementant-se a fins al punt que va passar a ser el col·laborador principal de Steve Harris, el baix i el fonamental pilar creatiu del grup. Però en aquest últim disc cap dels temes inclosos no li van pertànyer. L'aparició de sintetitzadors aportant un aire modernista, va generar un debat que va dividir els fans. El disc conté peces com Wasted Years, Stranger in a Strange Land, Heaven Can Wait o Alexander The Great.
L'edició internacional de Somewhere In Time no va complir les expectatives comercials creades entorn del seu llançament i la poca repercussió del disc va despertar un al·luvió de versions separatistes. Els rumors de separació van començar a ser cada vegada més audibles i un mitjà de comunicació nacional anglès va anunciar que «les coses no caminen del tot bé a Iron Maiden». També va explicar amb detalls que Steve Harris havia decidit postergar el seu treball amb Iron Maiden per dedicar-se a treballar amb la cantant Anita Dobson, a qui estaria produint i perquè no solament va compondre alguns temes sinó que a més participaria en el seu grup durant l'enregistrament del seu àlbum individual, arribant a interpretar a duet amb ella el clàssic de Sonny i Cher I Got You Babe. Més tard, una revista especialitzada del mateix origen va comentar que Harris no era l'únic disconforme al grup, ja que Dickinson hauria decidit seguir els seus passos i treballar de forma independent «fart de les tibantors internes que imperen a Maiden». Una notícia emanada del segell discogràfic que té fitxat al grup va venir a tirar més llenya al foc: l'edició del nou àlbum d'estudi seria postergada indefinidament i va ser reemplaçada pel rellançament en barreja digital de l'àlbum Killers.
Tanmateix, Dave Murray va sortir al pas tractant de detenir aquestes versions i va passar a convertir-se en la veu cantant del grup davant dels mitjans.
| «             | "La premsa va aconseguir entrar al terreny de la fantasia. Ningú no arriba a integrar un grup que es manté en primera línia per ser precisament un idiota. I qualsevol que està en aquesta situació sap perfectament que no hi ha mèrit prenent decisions que puguin posar en perill l'estabilitat del seu grup. Steve sí que està produint i treballa amb Anita Dobson, que és un vella amiga seua. Tenen el projecte des de fa molt i l'han vingut dilatant perquè estaven ambdós ocupats. Però van decidir que ja tenien suficient material i ara treballaran en això, en tant les seves ocupacions li ho permetin. Allò de fer un duet és una mentida total, un invent. Steve és un músic conscient de les seves limitacions i de les seves possibilitats i mai no es posaria en ridícul fent un duet vocal amb algú". | » |
| — Dave Murray | |   |

#### Seventh Son of a Seventh Son
Abans del llançament de l'àlbum d'estudi Seventh Son of a Seventh Son l'11 d'abril de 1988, el grup va precedir el mateix amb un single promocional Can I Play With Madness?, del qual es va ocupar personalment Terry Gilliam (director del film Brazil) i al que va definir com «un encreuament entre A la recerca de l'arca perduda i Monty Python, alguna cosa realment mai no vista abans». En sortir el disc, va escalar un fulminant primer lloc en el rànquing anglès, ubicant-se després i per moltes setmanes en el Top-5 britànic. En començar la gira les vendes es van anar multiplicant. En posades escèniques, Iron Maiden va introduir en el seu xou diferents innovacions. Per exemple, en el tram corresponent al material nou (Moonchild, Infinite Dreams, Can I Play With Madness) va poder veure's a Harris fent cors a cappella i al teclista convidat (Michael Count Kenney). En el vídeo Maiden England es pot veure la gira, amb una presentació gravada a Birmingham on es presenta durant una hora i mitja del seu espectacle. Un dels colofons finals a aquest «Seventh Tour of a Seventh Tour» va ser l'actuació com a caps de cartell en el prestigiós festival «Monsters of Rock» a Donington, compartint escenari amb agrupacions com KISS, Megadeth, David Lee Roth, i a uns joves Guns N' Roses i Helloween.

#### Missatge satànic?
Als Estats Units, gràcies a Tipper Gore i el PMRC, conjuntament amb l'aportament del reverend Jimmy Swaggart, va començar la lluita entre Iron Maiden i la censura, després d'acusar al grup de ser un grup de rock satànic. La situació va passar a prendre un color poc translúcid i va ser així que el PMRC va aconseguir vetar i qualificar les cobertes dels àlbums metal·lers. Fins i tot el mateix reverend va arribar a emprar una foto d'en Harris per il·lustrar la coberta d'un llibre referit als abasts demoníacs i degenerants del heavy metal pel que Harris va iniciar judici contra Swaggart per haver emprat la seva imatge sense el seu permís. Després de meditar sobre el tema, Iron Maiden va fer pública la seva determinació: arrasar els Estats Units i obtenir no només el reconeixement que mereixien sinó també acabar amb el moviment de censura antimetal·ler.
| «              | "No puc creure que al món hi hagi gent capaç de posar en marxa coses com el PMRC i ficar en la vida personal dels altres. És per això que centrarem la nostra pròxima campanya promocional del nou àlbum als EUA i romandrem en aquest país quant temps sigui necessari, promocionant el disc fins i tot forçar el mercat (que mai no ens va acabar d'acceptar com sí ens accepta l'europeu) i aconseguir tenir tant èxit com avui el té Whitesnake. ... Jo mateix he vist com molts nois es quedaven com si res quan se'ls explicaven les lletres adherides a les cobertes dels àlbums metal·lers als EUA. Una joventut indiferent és símbol d'un país sense esperança i em resisteixo a pensar que les coses hagin arribat tan lluny... " | » |
| — Steve Harris | |   |

### Nous camins (1990 - 1993)

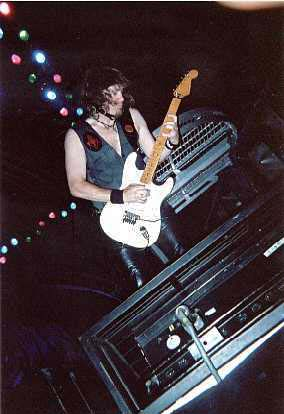
Adrian Smith.

A mitjans de 1989 va transcendir la notícia que Adrian Smith posaria en marxa un projecte solista, una cosa que venia madurant des de feia molt temps i que diverses vegades va haver de postergar per les obligacions que suposa ser membre d'Iron Maiden. Així Smith va llançar Silver and Gold. El grup es va anomenar Adrian Smith and Project o ASAP (les sigles coincideixen amb l'expressió burocràtica as soon as possible és a dir al més aviat possible), la va integrar amb uns vells amics i ell mateix es va fer càrrec de la vocalització. Bruce Dickinson també va posar en marxa el seu projecte personal i va llançar el disc Tattooed Millionaire, que poc i res ha de veure amb Maiden i que està més emparentat amb un estil rocanrol·ler. Després d'una sòlida carrera el grup de molts anys la Donzella de Ferro començava a donar senyals de desigs individuals. A inicis de 1990, any signat per l'anunciada absència de Maiden dels escenaris i en el qual celebrava els seus primers deu anys com a estrella de la companyia discogràfica EMI, Adrian Smith deixava el grup. Smith va manifestar que no li agradava el camí que començava a seguir el grup. La separació es va realitzar en termes completament amistosos i el grup va deixar en llibertat el seu exguitarrista. D'aquesta manera, la formació clàssica de la Donzella havia arribat al seu final. Tanmateix, Iron Maiden encara seguia dempeus. Als set dies es va donar a conèixer un comunicat que l'exWhite Spirit i Gillan, Janick Gers, havia estat elegit com a reemplaçant de Smith. Gers havia treballat amb Dickinson al seu disc solista i ja es trobava treballant amb el grup en el material que formaria part del nou disc de Maiden,  No Prayer for the Dying (1 d'octubre de 1990).

#### No Prayer for the Dying

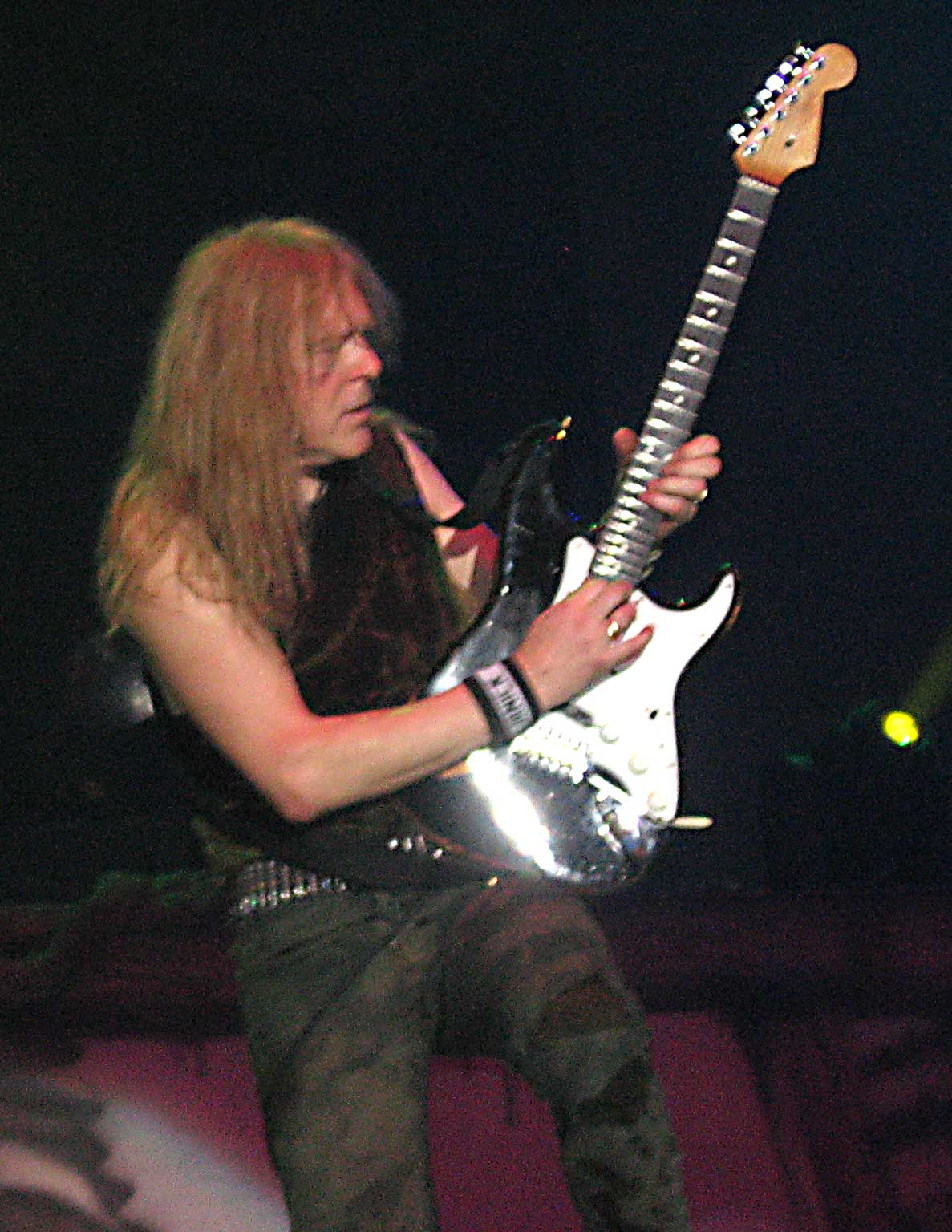
Janick Gers.

No Prayer for the Dying va debutar l'1 d'octubre de 1990 en les llistes britàniques en el lloc número dos. Després de dos anys sense sortir del país la «Donzella de Ferro» va començar la gira «No Prayer on the Road», tornant als escenaris reduïts i deixant de costat les produccions gegantines d'anys anteriors. En aquesta gira es va poder veure un Janick Gers que en directe va marcar una gran diferència amb Adrian Smith i que a causa del seu entusiasme i «pallassades» sobre l'escenari va ser la gran sorpresa de cada show. La gira va haver d'acabar abans del planejat, cancel·lant-se les visites al Japó i Austràlia a causa del començament de la Guerra del Golf. Finalment la gira va finalitzar a Salt Lake City, Utah el març de 1991.

#### Fear of the Dark
1992 va ser l'any del llançament del nou àlbum d'Iron Maiden, Fear of the Dark. El disc va ser llançat el maig i en ell pot veure's a un Eddie molt més terrorífic que en anys anteriors. El nou Eddie no va ser dissenyat per Derek Riggs (les seves idees no coincidien amb el qual volia el grup en aquest disc) sinó per un noi jove anomenat Melvyn Grant. Aquest àlbum també li va donar al grup el seu tercer número 1 en les llistes britàniques.
La gira mundial d'Iron Maiden anomenada » Fear of the Dark Tour », es va iniciar el dia 5 de juny de 1992 i la inauguració oficial va ser a Reykjavík. Després el grup es va traslladar als Estats Units, Canadà, prosseguint el seu itinerari per l'Amèrica Llatina sorgint un gran escàndol per aquests països, la gira va concloure el dia 4 de novembre de 1992 al Japó amb 7 presentacions Nagoya, Fukuoka, Hiroshima, Osaka (amb 2 presentacions), Yokohama i Tòquio.
Es pot assenyalar que la data confirmada per a Xile país llatinoamericà, grups religiosos d'aquest país, entre ells l'Església Catòlica i l'Església Evangèlica, novament van començar a acusar-los de «satanisme», fins al punt que el concert va ser suspès. L'esmentada data era intermèdia entre Argentina, Uruguai i Brasil, pel que, gràcies a productors uruguaians, es va cobrir a Montevideo, a l'«Estación General Artigas», una estació de trens abandonada. En l'esmentat lloc, el grup va quedar fascinat amb l'arquitectura de la mateixa (típica anglesa del segle xix), i entre màquines i vagons d'aquest origen i antiguitat es va realitzar una sessió fotogràfica, que no ha vist la llum, llevat d'una foto a l'aeroport (en arribar a territori uruguaià) al llibret que acompanya al doble àlbum en directe A Real Live/Dead One.
Conclòs el tram sud-americà, Iron Maiden es va dirigir a Europa, on va actuar a molts països i novament va ser cap de cartell en el Festival «Monsters of Rock» que va tenir lloc en el circuit de Donington Park dissabte, 22 d'agost de 1992, davant de desenes de milers de fans. El següent tram de la gira el va portar a Austràlia, Nova Zelanda i Japó per concloure al sud-est asiàtic amb els primers shows en Indonèsia, Corea, Taiwan i l'Índia.

#### La gran deserció
1993 va començar amb una notícia inesperada: Bruce Dickinson abandonaria Iron Maiden. Alguns seguidors es preguntaven com seria Iron Maiden sense Bruce Dickinson - La Donzella sense el seu coll de Ferro. Dickinson va anunciar que volia començar els seus projectes fora del grup i va renunciar al seu lloc com a vocalista d'Iron Maiden. Això sí, hi va haver temps per a tot, una nova gira «A Real Live Tour», tres discs en directe (Live at Donington, A Real Live One, que incloïa temes pertanyents a l'era posterior a Live After Death i A Real Dead One que incloïa temes de l'era anterior a Live...), dates extres, video, etc.
Finalment l'últim show i comiat de Bruce Dickinson amb Iron Maiden es va realitzar en un lloc secret (els estudis Pinewood). Part de les entrades van ser per al club de Fans i per a concursos realitzats en ràdios i programes de televisió. El show va ser transmès en directe per la televisió codificada de diversos països i retransmès en tota la seva extensió una setmana més tard per la BBC. Al show va estar convidat l'il·lusionista anglès Simon Drake i tot el conjunt va fer d'aquest espectacle un comiat especial. El comiat entre el grup i el vocalista va ser cavallerós; n'hi ha prou amb comparar-la amb l'escàndol que va representar en la mateixa època l'allunyament de Rob Halford de Judas Priest, durant el qual ambdues parts no es van respectar a través dels mitjans. Amb prou feines algun comentari posterior de Steve Harris deixa traslluir la incomoditat:
| « | "Suposadament, feia molt que no se sentia bé amb nosaltres, estava cansat i creativament desmoralitzat, la qual cosa és molt estranya perquè mai no ens va dir res. Si se sentia així, llavors s'hauria d'haver anat abans i jo mateix li hauria aconsellat que ho fes" | » |
| — Steve Harris, Iron Maiden: El Viatge de la Donzella; per César Fuentes Rodríguez (2005) pàgs. 58-59 | |   |

### La nova era (1994 - 1998)
Abans del comiat de Bruce, Iron Maiden va començar audicionar a diferents candidats a reemplaçar-lo. Ser anglès, tenir aspecte robust i desprolix semblant al de Dickinson, molta escena i adrenalina, i una veu interessant eren condicions de pes per aspirar. Finalment la balança es va inclinar per Blaze Bayley, vocalista del grup Wolfsbane. Wolfsbane no solament tenia cert pes entre l'audiència heavy britànica, sinó que Blaze era amic del grup des que ambdues van sortir de gira juntes el 1990. Com ja havia ocorregut en el passat i a l'hora dels canvis, Iron Maiden va privilegiar coneguts sobre els aspirants ignots, sense saber el que es vindria per una decisió tan absurda.

#### The X Factor

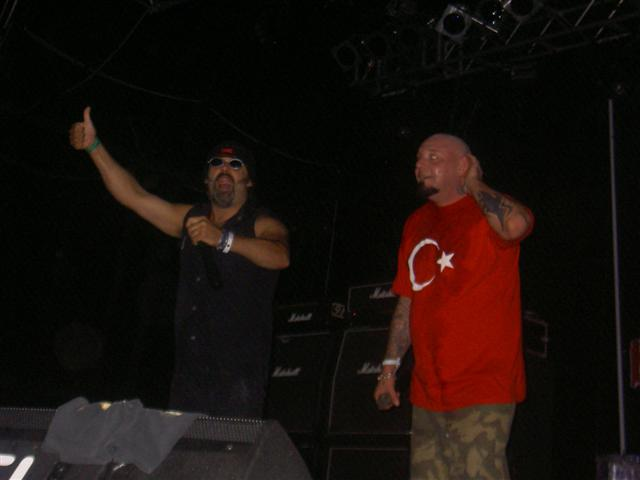
Blaze Bayley i Paul Di'Anno, ex-cantants d'Iron Maiden

Per al nou àlbum la Donzella no solament presentava nou cantant, sinó que també apareixia amb nou productor. Des de 1980 tots els àlbums d'estudi del grup havien estat produïts o coproduïts per Martin Birch, però ja retirat, es va decidir que Steve podia ocupar el paper de productor al costat de Nigel Green, operador de cinta als àlbums Killers i The Number of the Beast i en l'actualitat productor del seu propi segell discogràfic. Finalment, després d'un any de gran treball, l'octubre de 1995 es va publicar The X Factor (El Factor X) previ inici de la gira «The X Factour» que els va portar per primera vegada a Sud-àfrica i Israel. La gira també va incloure l'Est d'Europa (Romania, Bulgària, Eslovènia, Hongria, Polònia i Txèquia); Europa Occidental, els Estats Units, Mèxic, Canadà, Japó i Amèrica del Sud.
Les vendes de The X Factor no van ser dolentes, però la crítica i la majoria dels fans no el van acceptar com els seus anteriors treballs. El grup esperava una acollida escèptica per a un disc sense en Bruce Dickinson, amb un Blaze Bayley les qualitats vocals del qual no encaixaven en el conegut so Maiden. A més, Bruce era reconegut per la seva veu aguda i potent, gran contrast amb Bayley, la veu del qual és més suau i molt més greu. En aquest àlbum, les cançons són més llargues però mancades dels elements que van fer famós al grup en la dècada de 1980. És possible que per això s'optés per no utilitzar una il·lustració de portada, com solien fer, a manera d'expressar la nova direcció musical. Aquesta vegada el fan amb una portada fotorealista en la qual es veu Eddie mentre està disseccionat. L'excel·lent treball de la portada i del llibret intern és obra del mestre Hugh Syme, autor també de l'art gràfic d'altres discs del panorama metal·ler com Moving Pictures, Roll the Bones o Counterparts de Rush, o també Countdown to Extinction i Youthanasia de Megadeth. Sens dubte The X Factor és el disc més diferent del clàssic estil d'Iron Maiden fins al moment, però un dels més ben presentats.
El 1996 va veure la llum Best of the Beast una compilació presentada en dues versions: un disc senzill de 16 temes o un disc doble de 27 temes. Com a al·licient s'inclou el tema inèdit Virus gravat durant les sessions de l'últim disc d'estudi.
Durant 1996 i 1997, en ple boom dels videojocs de consoles de 32 bits i de PC, Iron Maiden encarrega a l'empresa anglesa Virtual Studio la realització d'un videojoc basat en la seva mascota, Eddie, i amb temes del grup com a banda sonora, el seu nom seria Melt Arxivat 2005-01-18 a Wayback Machine. (mirall de l'antiga web oficial de Melt). El videojoc hauria d'haver sortit en dos formats, per a PC i per a PlayStation. Després de diversos retards, i encara que es va arribar fer una prereserva a través del club de fans oficial del grup, el joc va ser cancel·lat per la seva baixa qualitat.

#### Virtual XI
A continuació d'aquest disc, el 1998 va ser llançat Virtual XI, molts crítics l'han considerat com el pitjor àlbum d'Iron Maiden i el el més mediocre entre els registres del heavy metal. Mentre el grup gestava aquest àlbum, van encarregar a la companyia de desenvolupament multimèdia Synthetic Dimension la creació d'un videojoc basat en l'art gràfic que ha vingut acompanyant al grup al llarg de la seva carrera i que tingués com a protagonista l'Eddie. El videojoc seria anomenat Ed Hunter, i es va publicar el 1999 acompanyat d'un recopilatori de 20 temes escollits pels fanàtics en la web oficial d'Iron Maiden, encara que tampoc no va complir les expectatives dels videogamers.
Per aquests llavors, alguns fans estaven molt disconformes amb Bayley, sobretot per la seva pobra actuació en directe, i els reports des del si del grup tampoc no eren bons. Vers la fi de 1998, el grup acaba la gira mundial Virtual XI Tour. Després a l'inici de 1999, s'anunciava l'anada de Blaze, i un nou començament, molt incert en aquells moments.

### Reunió (1999 - actualitat)
El 1999 va dur el retorn de Bruce Dickinson i eel guitarrista Adrian Smith, conformant un trio de guitarres que crearia moltes expectatives en els seguidors, especialment per com seria el seu so en directe, amb els temes «clàssics». Aquell mateix any, es va llançar el joc per a PC Ed Hunter, i com a promoció, es va realitzar la mini-gira Ed-Hunter Tour que alhora va servir com a gira de retrobada.

#### Brave New World
Una vegada culminada, el grup es va embocar de ple a la preparació del qual seria a la final, el seu dotzè disc, anomenat Brave New World (2000), un gran disc que els va valer una nominació als grammy com a millor cançó de hard rock pel tema «The Wicker Man». Com a novetat, a més del trio de guitarres i la tornada de Dickinson, va ser la tornada (almenys col·laborant) de Derek Riggs en l'art de portada. La gira de presentació va incloure diversos països de l'Amèrica del Sud. En el seu recital de 2001 en el show que la Donzella va donar a l'estadi del Club Vélez Sársfield a l'Argentina, el grup va tenir un contratemps: durant la cançó «The Trooper» com en tots els concerts Dickinson va flamejar una bandera anglesa, la qual el públic argentí va rebutjar. 

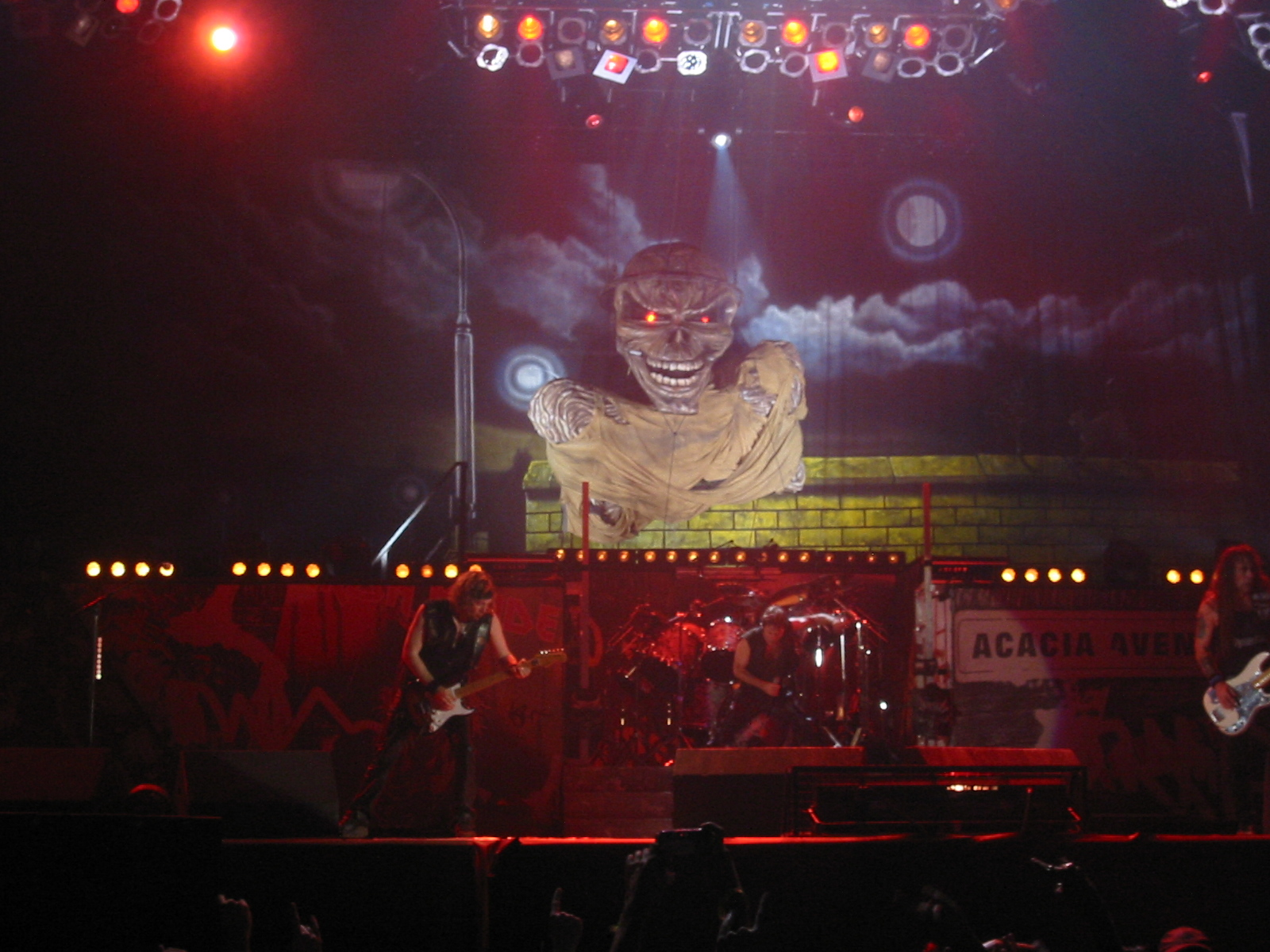
Escenari d'una actuació el 2005

Durant les gires de presentació d'aquest àlbum es va registrar el disc «Rock in Rio» (2002) gravat durant el festival Rock In Rio (3a edició) a Rio de Janeiro, el Brasil, davant de 600.000 persones. n aquesta gira, Maiden va tocar el tema Run to the Hills només en els concerts de Rio de Janeiro i Santiago de Xile. Aquell mateix any també es va llançar el box-set de 6 CDs «Eddie's Archive», que conté el recital en el Hammersmith Odeon a 1982 (Beast Over Hammersmith) durant l'època de The Number of the Beast en 2 CDs, la recopilació «BBC Archives» també de dos discs, i «Best of the B'Sides», dos discs amb els costats B que van integrar els singles de la banda.

#### Dance of Death
El 2003 Iron Maiden es dedica a gravar el nou àlbum d'estudi, Dance of Death. El primer tema del disc anomenat Wildest Dreams, va ser presentat un temps abans a la gira «Give Me Ed... Til I'm Dead» que va començar a la ciutat gallega de La Corunya i en la qual es gravaria el concert en directe del festival «Rock-am-Ring» d'Alemanya. Posteriorment, aquest enregistrament va ser posat en Internet, al lloc oficial, com a promoció. A continuació es va llançar el single Wildest Dreams, incloent-hi una versió orquestral de Blood Brothers, i una setmana després va ser llançat l'àlbum tan esperat.
A més de l'abans esmentat Wildest Dreams, es va llançar un segon single anomenat Rainmaker, que inclou una versió orquestral del tema que dona títol a l'àlbum, Dance of Death.
Novament es van llançar a una gira mundial que va culminar al Japó i que es publicaria el 2005 un doble CD i DVD en directe anomenat Death on the Road de Dortmund, Alemanya. Melvyn Grant, autor de la portada del disc Fear of the Dark, va ser l'artista elegit per realitzar la portada del directe Death on the Road després del rebuig de Derek Riggs a causa de la pressió a què va ser sotmès. Com a decisió, l'artista no va voler realitzar més portades d'Eddie per a Iron Maiden, encara que sí que va crear una versió femenina d'Eddie per al disc del grup tribut compost per dones, The Iron Maidens.
Culminada la gira, va ser llançat un Souvenir EP anomenat No More Lies que a més de contenir 4 temes i un parell de vídeos, inclou una altra classe de «souvenirs» del grup.
Finalment, el novembre de 2004, van llançar un DVD doble: The Early Days que mostra enregistraments inèdits dels primers anys, és a dir, l'època que va des del primer àlbum, fins a Piece of Mind. Però el principal del DVD és l'aparició dels integrants del grup en el període 1975-1983 (fins i tot els que mai no van arribar a gravar un disc amb Maiden). Per promocionar el DVD, es va fer el 2005 una gira que va incloure Europa i part d'Amèrica en la qual només es van interpretar temes dels quatre primers discs.

#### A Matter of Life and Death
L'agost de 2006, Iron Maiden llança el seu catorzè àlbum d'estudi titulat «A Matter of Life and Death». Encara que aquest no és un àlbum conceptual, són temes recurrents la guerra i la religió, igual com les caràtules i impresos.
Després, va continuar una gira amb èxit a l'Amèrica del Nord i Europa, en la qual van tocar l'àlbum en la seva totalitat, per primera vegada en la història del grup. Després l'agrupació va anunciar el llançament d'un àlbum en directe de la recent gira.
El novembre de 2006, Iron Maiden i el director Rod Smallwood van anunciar que estaven tallant els seus 27 anys de vincles amb Sanctuary Music i han començat una nova empresa anomenada Phantom Music Management. Tanmateix, no es van fer canvis significatius.
Iron Maiden va gravar una sessió en directe en l'Abbey Road Studios de Live From Abbey Road, el desembre de 2006. La seva execució es va projectar en un episodi, junt amb sessions de Natasha Bedingfield i Gipsy Kings el març de 2007 a Channel 4 (Regne Unit) i el juny de 2007 en la Sundance Channel (EUA).
El 2006, el grup va confirmar alguns dels principals festivals en els quals tocarien al món que formarien la gira de «A Matter of Life and Death», en la qual tocaven íntegrament l'àlbum esmentat, creant certa controvèrsia en alguns fans que preferien escoltar més clàssics. En arribar l'any 2007 la gira es va denominar «A Matter of the Beast» per a celebrar el 25 aniversari de l'àlbum «The Number of the Beast». La banda va anunciar plans per tocar 5 cançons de A Matter of Life and Death i 5 de The Number of the Beast com a part dels seus concerts. El 24 de juny va acabar la gira en la London's Brixton Academy amb l'ajut de Clive Burr MS.

#### Somewhere Back In Time
El 5 de setembre de 2007, el grup va anunciar el seu Somewhere Back In Time World Tour. El setlist de la gira consisteix en èxits des dels anys 80, amb un enfocament específic al disc Powerslave. La gira va començar a l'Índia, l'1 de febrer de 2008.
L'escenografia de la gira està enfocada a 2 dels seus àlbums amb més èxit: «Powerslave» amb piràmides i motius egipcis i «Somewhere In Time» amb la inclusió del Cyborg Eddie.
El 20 de novembre de 2007, Iron Maiden va anunciar el seu únic concert al Regne Unit amb una data prevista per al Twickenham Stadium a Londres, Anglaterra, dissabte 5 de juliol de 2008.
Les presentacions d'aquesta agrupació anglesa van tindre gran acollida als diversos llocs de la gira, com l'Índia, Austràlia, el Japó i els Estats Units. A Mèxic, Costa Rica, Colòmbia, Brasil, Argentina i en Xile hi va haver disturbis provocats pels fans que es van quedar sense entrada. Complint amb les expectatives, es van tocar cançons com «Can I Play With Madness», «Run to the hills», «The Trooper», «Wasted Years» entre moltes d'altres que van ser corejades per milers d'aficionats. El grup va triar la cançó «Heaven Can Wait» perquè alguns fans pugessin a l'escenari a cantar al costat dels sis músics. Va esdevenir un clàssic de tota la gira mundial. Addicionalment, participà el ja ressenyat «Cyborg Eddie» (basat en la portada de l'album Somewhere In Time), un ninot mecànic d'uns tres metres d'altura que actuà breument durant el tema «Iron Maiden».
Part de les novetats va ser que van actuar (i amb gran succés, com en totes les seves destinacions) en terres d'Amèrica Central, un dels pocs llocs en els quals mai no havien actuat. Li va correspondre el gran privilegi a Costa Rica. La Donzella de Ferro va recórrer el món sencer en un avió Boeing (757) llogat a Astreus Airlines batejat amb el nom «Ed Force One» exclusiu d'Iron Maiden, l'avió encara és pilotat pel cantant Bruce Dickinson. La tripulació està composta per la resta del grup, el mànager, personal de comunicació, els tècnics i dotze tones de material.
Com a part del tour, el grup al costat d'EMI Records va llançar al mercat per primera vegada el video gravat durant les quatre nits en el famós Long Beach Arena de Califòrnia en DVD amb materials i extres exclusius com a també l'enregistrament del primer Rock in Rio '85 i del «Behind the Iron Curtain».

#### The Final Frontier

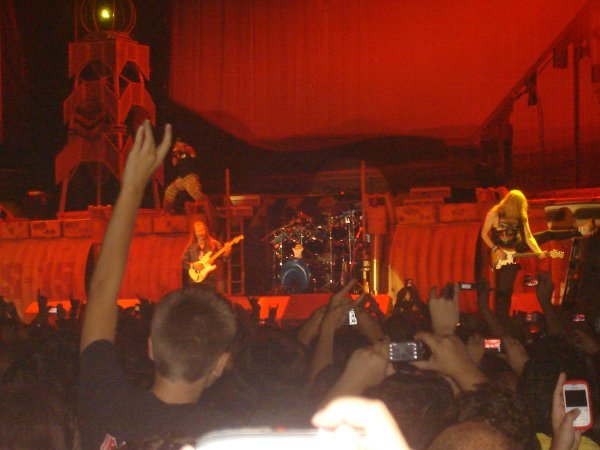
La banda tocant El Dorado a València, en la gira The Final Frontier World Tour

L'1 de gener de 2010, Nicko McBrain va dir que el grup ja tenia vuit cançons escrites per al nou àlbum. Aquest mes de gener entarien a gravar el nou disc, que finalment constaria de 10 nous temes. Finalment es va confirmar la data d'eixida del nou treball pel 17 d'agost. Pel que fa a l'estil, Nicko va assegurar que seria una mica diferent als últims discs d'Iron Maiden. Janick Gers va afegir respecte al tema de l'estil del disc que des de la banda desitjarien de veritat que Iron Maiden mantinguera el nivell demostrat fins ara, però que difícilment s'igualarien obres com Seventh Son of a Seventh Son o The Number of the Beast.
Més tard, el 4 de març, es va donar a conéixer el nom del nou disc, que s'anomenaria The Final Frontier, a més d'anunciar-se una de les més extenses gires de la banda per Amèrica del Nord. Després, el 8 de juny, es va anunciar a la pàgina oficial d'Iron Maiden la portada del nou disc i es va possibilitar la descàrrega del nou single El Dorado junt a la seva portada; les dues són obra del ja conegut artista britànic Melvyn Grant. Va ser aleshores quan es va anunciar la data de sortida de l'àlbum.
El 9 de juny, Maiden va començar a Dallas (Estats Units) la gira The Final Frontier World Tour, que finalment va arribar també a Europa, tocant a festivals com el de Wacken a Alemanya o organitzant concerts com el de València (País Valencià). La gira mostrava un escenari futurista que incloïa un nou Eddie de disseny alienígena. El setlist estava format per temes de l'època de la tornada de Bruce Dickinson a Maiden, és a dir, cançons del Brave New World endavant. Un mes després, el 10 de juliol, Iron Maiden presentava a la web oficial un vídeo cridat The Final Frontier Director's Cut, en el qual es podia veure un soldat del futur lluitant contra l'Eddie a una petita piràmide. El vídeo incloïa trossos de la cançó Satellite 15... The Final Frontier. També eixe mateix dia eixia en prevenda l'àlbum The Final Frontier en quatre formats: digital, normal, especial i de col·lecció.
Després de la cancel·lació de la gira Legacy of the Beast per la pandèmia de COVID-19, la gira de 2021 també es va ajornar per la situació sanitària, provocant el retorn de Iron Maiden a l'estudi, per gravar el seu 17è àlbum, Senjutsu.

## Influència
Iron Maiden és un dels grups més influents en el gènere del heavy metal, l'enfocament melòdic de la seva música ha donat lloc a molts grups per crear sons similars, també l'estil de Bruce Dickinson junt amb Rob Halford presenten una tendència de veus grandiloqüents, en moments aguda, que ara són una norma en el power metal. A més, el seu estil harmònic ha estat executat per una infinitat de grups de totes les branques de metal, per exemple les del death metal melòdic que sovint utilitza un riff harmònic combinat amb veu dura, això és més evident als gups com Dark Tranquillity i In Flames. Opeth (grup de metal progressiu) també fa un ampli ús d'aquest tipus d'harmonies. En la llista d'artistes que Iron Maiden ha influït es podrien indicar Therion, DragonForce, Angra, Sonata Arctica, Trivium, Iced Earth, Children of Bodom, Cradle of Filth, Testament, Megadeth, Black Veil Brides, Death (en la seva època més progressiva) i molts altres grups de tots els estils de metal.

## Components
- Bruce Dickinson (Veu)
- Steve Harris (Baix)
- Adrian Smith (Guitarra)
- Dave Murray (Guitarra)
- Janick Gers (Guitarra)
- Nicko McBrain (Bateria)

## Discografia

### Àlbums d'estudi
- Iron Maiden (1980)
- Killers (1981)
- The Number of the Beast (1982)
- Piece of Mind (1983)
- Powerslave (1984)
- Somewhere In Time (1986)
- Seventh Son of a Seventh Son (1988)
- No Prayer for the Dying (1990)
- Fear of the Dark (1992)
- The X Factor (1995)
- Virtual XI (1998)
- Brave New World (2000)
- Dance of Death (2003)
- A Matter of Life and Death (2006)
- The Final Frontier (2010)
- The Book of Souls (2015)
- Senjutsu (2021)

### Àlbums en directe
- Maiden Japan (EP, 1981)
- Live After Death (1985)
- Live at Donington (1992)
- A Real Live One (1993)
- A Real Dead One (1993)
- Rock In Rio (2002)
- Death on the Road (2005)

### VHS
- Live at the Rainbow (1981)
- Video Pieces (1983)
- Behind the Iron Curtain (1985)
- Live After Death (1985)
- 12 Wasted Years (1987)
- Maiden England (1989)
- The First Ten Years (1990)
- From there to Eternity (1992)
- Donington Live 1992 (1993)
- Raising Hell (1993)

### DVD's
- Classic Albums - The Number of the Beast (2001)
- Rock In Rio (2002)
- Visions of the Beast (2003)
- The Early Days (2004)
- Death on the Road (2006)